# Двулетние растения

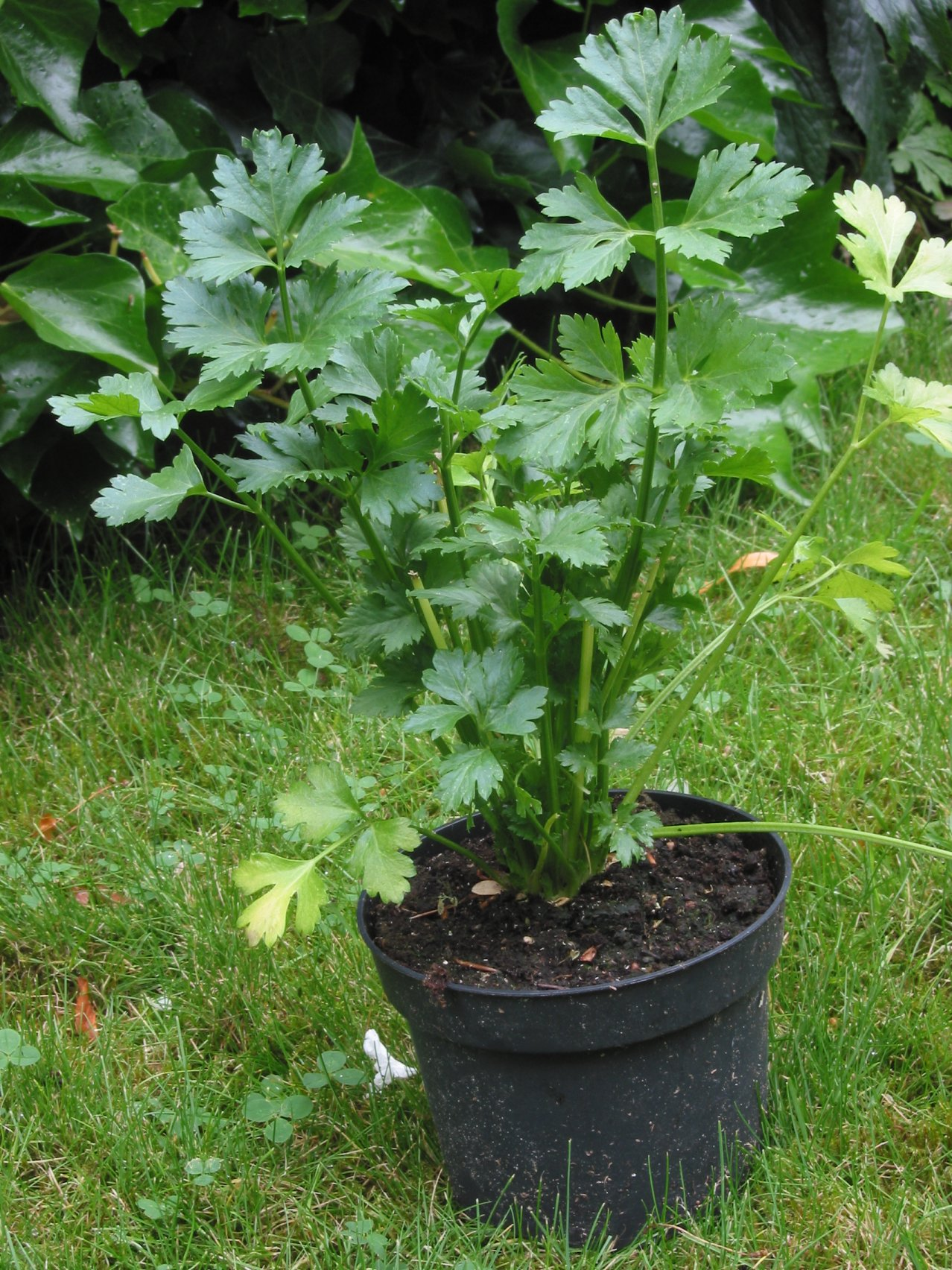
Сельдерей как пример двулетнего растения

Двуле́тнее расте́ние — травянистое растение, полный жизненный цикл которого составляет от 12 до 24 месяцев. В первый год у растения вырастают листья, стебли и корни, после чего оно впадает в состояние покоя на зимние месяцы. Обычно в это время стебель остается очень коротким, а листья опускаются к земле, образуя розетку. Для многих двулетних растений требуется воздействие низких температур (холодовая реактивация диапаузы) для того, чтобы они смогли зацвести. В следующий сезон стебель двулетнего растения сильно удлиняется или появляются цветки, фрукты или семена, после чего растение погибает. По сравнению с однолетними и многолетними растениями видов двулетних растений гораздо меньше.
При неблагоприятных климатических условиях двулетнее растение может завершить свой полный жизненный цикл за очень короткий промежуток времени — 3—4 месяца вместо двух лет. Такое часто происходит с овощами или цветочной рассадой, которые подверглись воздействию холодных температур. Такое поведение приводит к тому, что многие двулетние растения в некоторых регионах считаются однолетними. Раннее цветение также может быть вызвано гормонами растений (фитогормонами), но в сельском хозяйстве это редко используется.
С точки зрения садоводства и огородничества, статус растения как однолетнего, двулетнего или многолетнего может зависеть от территории или цели выращивания. Если растения выращиваются ради цветов, фруктов или семян, то им требуется не менее двух лет. Если двулетние растения выращиваются ради съедобных листьев или корней, то их жизнь ограничена одним годом. К последним относится свёкла, брюссельская капуста, капуста, морковь, сельдерей и петрушка. Если обычно двулетнее растение будет выращиваться в неблагоприятных климатических условиях, то оно будет рассматриваться как однолетник, так как скорее всего не переживёт холодную зиму. Наоборот, однолетнее растение при чрезвычайно благоприятных условиях может иметь успешное распространение семени, что сделает его двулетним либо многолетним.
Некоторые недолго живущие многолетние растения могут показаться двулетними, главным отличием настоящих двулетников является то, что они цветут лишь один раз за свою жизнь, в то время как многолетники цветут каждый год. Однако существуют многолетние растения монокарпики, цветущие и плодоносящие лишь на последнем году жизни.